# Pierre Leyris
Pour les articles homonymes, voir Leiris.
Pierre Leyris, né à Ermont le 16 juillet 1907 et mort à Paris 14e le 4 janvier 2001, est un traducteur français, depuis l'anglais.
Il a notamment traduit des œuvres de Shakespeare, de Melville, de T. S. Eliot, de Yeats, de Dickens, de Stevenson, de Hawthorne, de de Quincey, de Milton et de Jean Rhys. Sa traduction en quatre volumes des œuvres de William Blake, parue chez Aubier & Flammarion, demeure la plus complète en langue française.

## Biographie
Après des études au lycée Janson-de-Sailly, il apparaît dans les milieux littéraires d'avant-garde. Au lycée, il fait la connaissance de Pierre Klossowski, qui lui permet de rencontrer son frère, le peintre Balthus, et le poète Pierre Jean Jouve. Dans les années 1930, il commence ses traductions pour le compte de nombreux éditeurs. De 1954 à 1961, il dirige avec Henri Evans une édition bilingue des Œuvres complètes de Shakespeare au Club français du livre.
Longtemps directeur de collection au Mercure de France, il publie en 1995 chez Gallimard Esquisse d'une anthologie de la poésie américaine du XIXe siècle. Traducteur de plus de 100 œuvres, il reçoit le Grand Prix national de la traduction en 1985. Ses mémoires sont parues à titre posthume.
Pierre Leyris meurt le 4 janvier 2001 dans le 14e arrondissement de Paris. Il a fait don de son corps à la science.

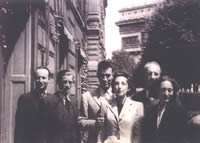
Pierre Leyris (2e à partir de la gauche) avec Nusch et Paul Éluard, Susana Soca, Sherban Sidèry et Hubert de Saint Sennay, le jour de la Libération de Paris.

## Œuvres

### Mémoires
- Pour mémoire : ruminations d'un petit clerc à l'usage de ses frères humains et des vers légataires, Paris, J. Corti, coll. « Domaine français », 2002
- La Chambre du traducteur, Paris, J. Corti, 2000.

### Traductions
- Nathaniel Hawthorne, Mosses from an Old Manse, 1846, nouvelle édition augmentée 1854 ; trad. fr. Christian Garcin, Thierry Gillyboeuf et Pierre Leyris, Paris, Les Belles Lettres, Les Mousses d'un vieux presbytère, suivi de Hawthorne et ses mousses par Herman Melville, 432 p., 2023  (ISBN 978-2251454733)